# Fernando Almeida de Oliveira
Fernando Almeida de Oliveira (sinh ngày 18 tháng 6 năm 1978) là một cầu thủ bóng đá người Brasil.

## Sự nghiệp câu lạc bộ
Fernando Almeida de Oliveira đã từng chơi cho Kashima Antlers.

## Thống kê câu lạc bộ

### J.League
| Đội             | Năm       | J.League | J.League | J.League Cup | J.League Cup | Tổng cộng | Tổng cộng |
| Đội             | Năm       | Trận     | Bàn      | Trận         | Bàn          | Trận      | Bàn       |
| --------------- | --------- | -------- | -------- | ------------ | ------------ | --------- | --------- |
| Kashima Antlers | 2003      | 27       | 5        | 4            | 1            | 31        | 6         |
| Kashima Antlers | 2004      | 26       | 5        | 7            | 1            | 33        | 6         |
| Kashima Antlers | 2005      | 30       | 2        | 2            | 2            | 32        | 4         |
| Kashima Antlers | 2006      | 19       | 7        | 3            | 1            | 22        | 8         |
| Tổng cộng       | Tổng cộng | 102      | 19       | 16           | 5            | 118       | 24        |